# Möhksa säär
Möhksa säär ist eine Halbinsel in der Landgemeinde Saaremaa im Kreis Saare auf der größten estnischen Insel Saaremaa. Die Halbinsel bildet die Grenze zwischen den Buchten Undu laht und Köllupõli. Die Halbinsel befindet sich im Kahtla-Kübassaare hoiuala.
Die Halbinsel ist 1,2 Kilometer lang und 170 Meter breit.